# パンブデルリオン
パンブデルリオン (Pambdelurion) は、約5億年前のカンブリア紀に生息した古生物の一属。強大な前部付属肢と歯をもつ、グリーンランドのシリウス・パセットで見つかった Pambdelurion whittingtoni という1種のみによって知られている。ケリグマケラと同じく、ラディオドンタ類などの初期の節足動物に近縁と思われる「gilled lobopodians」（鰓のある葉足動物）の一つである。

## 名称
ギリシャ語の「pambdelyrion」（忌まわしい）に由来する本属の学名「Pambdelurion」はその奇妙な外見に、模式種（タイプ種）の種小名「whittingtoni」は古生物学者ハリー・ウィッティントン（Harry B. Whittington）にちなんで名付けられた。

## 化石と発見

パンブデルリオンの化石標本

パンブデルリオンの化石標本は、グリーンランドの堆積累層 Buen Formation のシリウス・パセット（Sirius Passet、カンブリア紀第三期、約5億1,800万年前）のみから発見され、1997年でイギリス古生物学者グレイアム・バッド（Graham Budd）によって最初に記載された。本属はシリウス・パセット動物群の中でも特に普遍に見られる種類で、原記載である Budd 1997 時点で既に300点ほどの化石標本が知られている。化石標本はデンマークの自然史博物館（Natural History Museum of Denmark）に所蔵される。
なお、同じ堆積累層で見つかった近縁であるケリグマケラに似て、保存状態が良好な標本は少なく、体の後半部が特に保存されにくい。また、柔軟な表皮構造より、内部構造である筋肉と消化系の方が良好に保存された場合が多い。この点においては、表皮構造の方が良好に保存された場合が多いケリグマケラとは対照的である。

## 形態

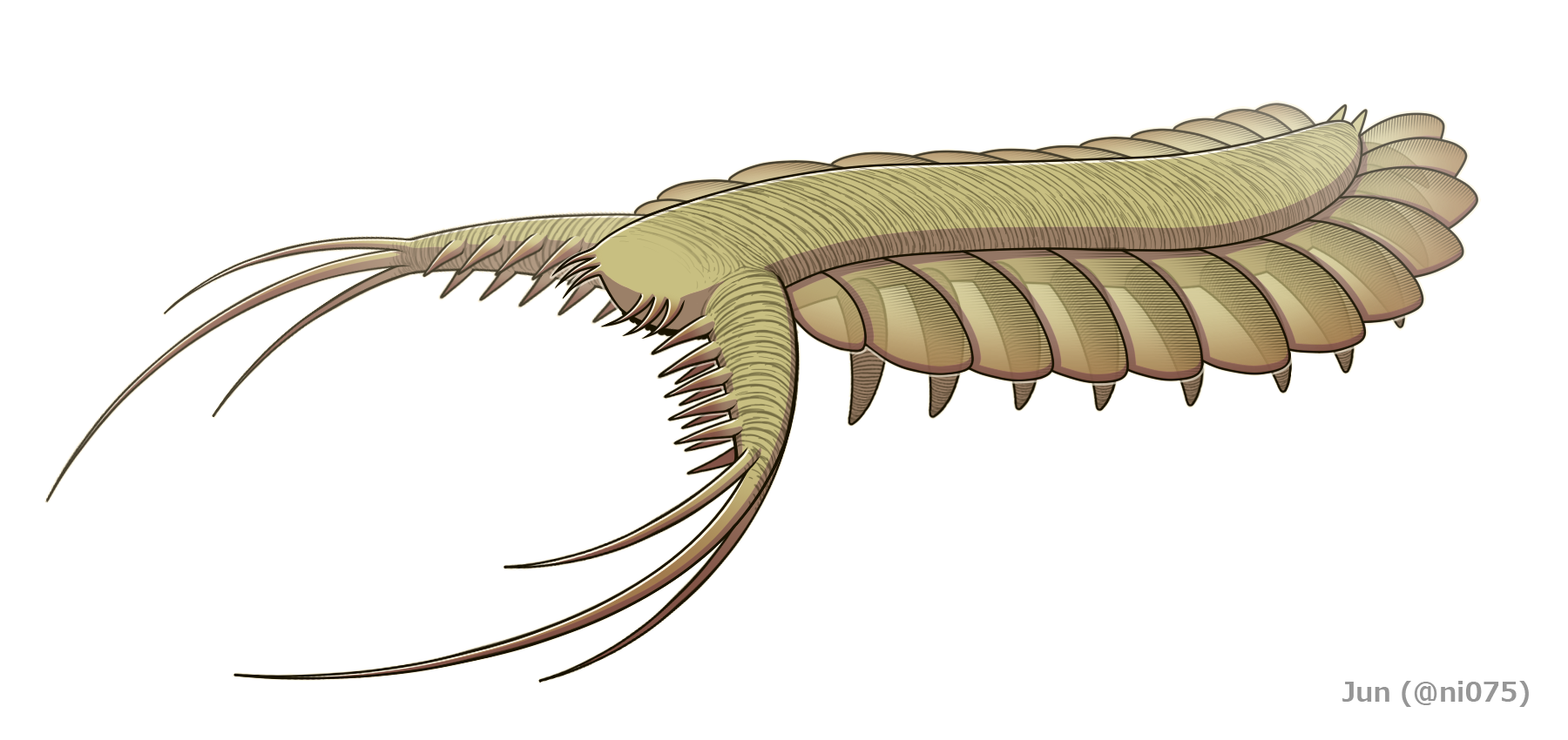
Pambdelurion whittingtoni の全身復元図
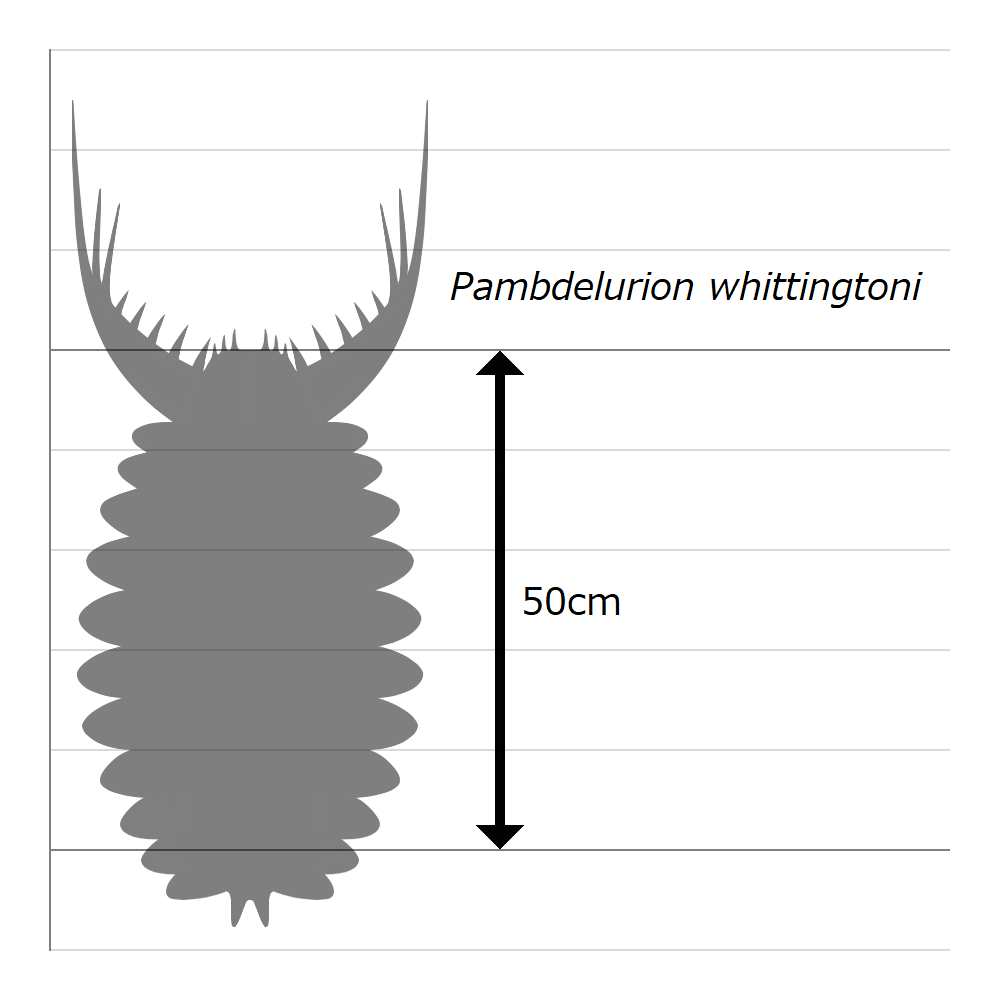
同種のサイズ推定図

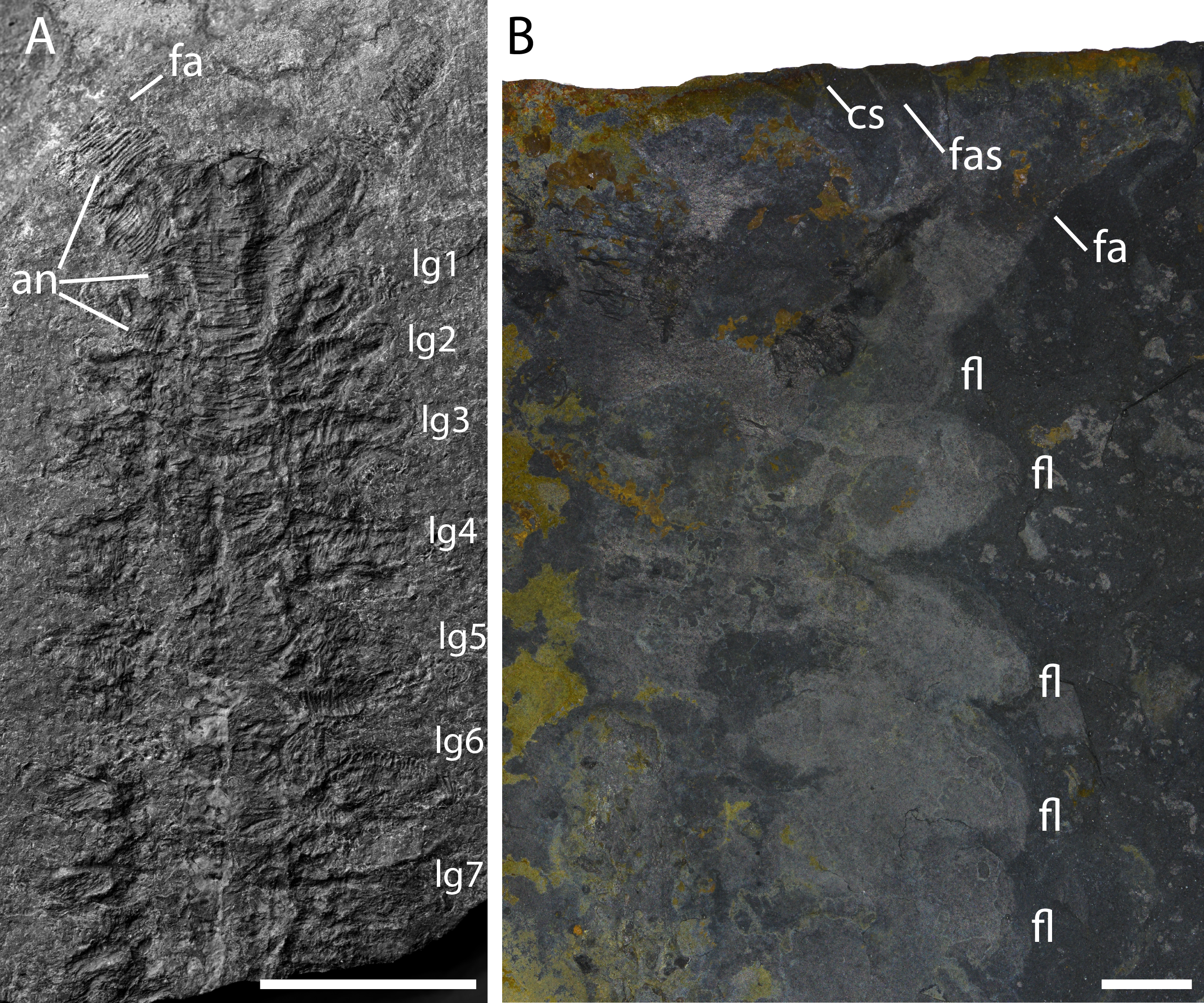
パンブデルリオンの化石標本
an: 環形の筋、cs: 頭部前方の突起、fa: 前部付属肢、fas: 前部付属肢の突起、fl: 鰭、lg: 葉足

同じくシリウス・パセット産のケリグマケラに似て、全身は柔軟で環形の筋（annulation）に細分され、頭部には強大な前部付属肢、胴部には11対の鰭（ひれ）をもつ。ただし口や尾部、脚の構造はケリグマケラとは明確に異なる。

### 大きさ
カンブリア紀の動物の中でパンブデルリオンは飛び抜けて巨大で、知られる全身化石標本だけでも46cmのものが知られ、体と歯の比率にあわせて最大の歯の化石から推算すると、体長は最大55cmにも及ぶと推測される。この数値は、カンブリア紀の大型動物として一般に知られる多くのラディオドンタ類（30-50cm位の種類を中心とする）を上回るほどである。

### 頭部

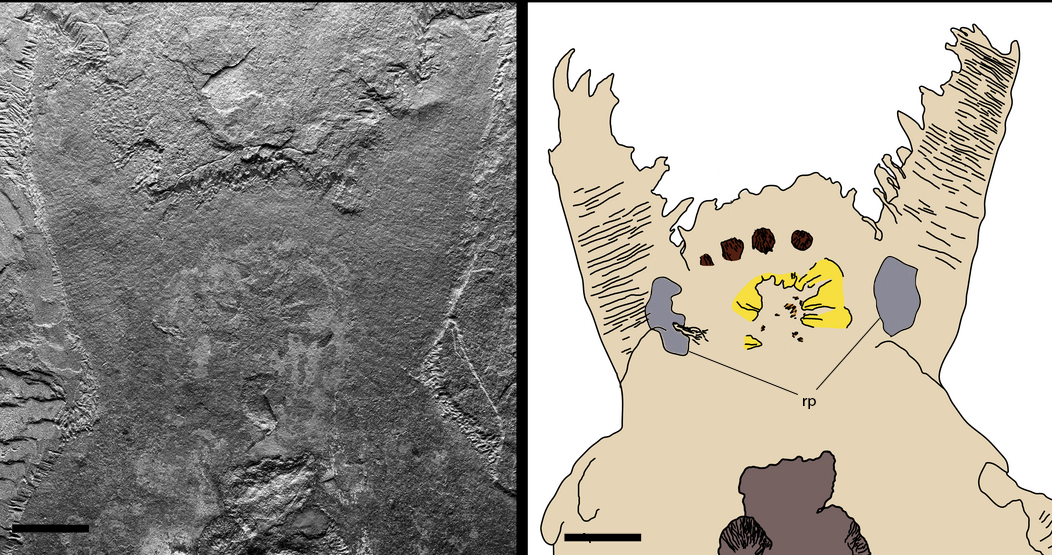
パンブデルリオンの頭部腹面の化石標本。眼（灰色、rp）・歯（暗褐色と黄色）・消化管（薄褐色）などの痕跡を示す。

頭部は先頭に3対の短い突起物と、左右に1対の強大な前部付属肢（frontal appendage）をもつ。前部付属肢は左右から噛み合わせるような構造で、表皮は環状の筋に細分され、ラディオドンタ類のような関節肢ではない。前部付属肢は数多くの突起があり、内側に沿って並んだ数対は短く、先端に集約した数本は細長い。
頭部の腹面中央にある発達した口器は、放射状に並んだ歯に囲まれる。どの方角の歯も形と大きさは均一で、ラディオドンタ類の口器（oral cone）ほどには特化していなかったとされる。三角形の歯が最も発達で、その外周には楕円形の板状の歯、奥（咽頭）には細かな鋸歯が並んでいる。
従来の見解では眼を欠くとされてきたが、ケリグマケラの様に、前部付属肢の付け根直後に1対の腎臓型の側眼をもつとする見解もある。

### 胴部
胴部は数多くの環形の筋に細分され、体節（胴節）に対応する特殊な表皮構造は知られていない。胴部の左右には11対の鰭（flap, lobe）と、各鰭の腹側に並んだ11対の葉足（lobopod、葉足動物に似た柔らかい脚）がある。鰭は左右に向けて大きく張り出し、後縁の表面には鰓のような構造体をもつとされる。不確実だが、この11対の発達した鰭以外にも、頭部の直後に付属した、微小な鰭に似た構造が一部の化石標本にも見られる。葉足は丈夫で常に背側の鰭に覆われ、50本以上の環状の筋に細分される。知られる化石標本の尾部は保存状態が悪く、原記載（Budd 1997）では単に丸み帯びた平たい突起と推測されたが、Young & Vinther 2017 では、一部の化石標本から2本の短い尾毛らしき痕跡が発見される。

### 内部構造

パンブデルリオンの筋肉組織

消化器と筋肉組織が確認される。消化管の途中（中腸）には、胴節に対応する腎臓型の消化腺（digestive gland, diverticula, 中腸線 midgut gland）が数対並んでいる。このような消化腺は、シベリオン類、ケリグマケラ、オパビニア、ラディオドンタ類、およびイソキシス類など他の早期の節足動物にも見られる。胴部の筋肉は有爪動物のように連続的で、一般的な節足動物のように体節で区分されることはない。前部付属肢は外見上では発達したものの、その基部に繋がる筋肉は貧弱である。また、葉足は一連の発達した筋肉をもつのに対して、その背側の鰭に繋がる筋肉は見当たらない。

## 生態

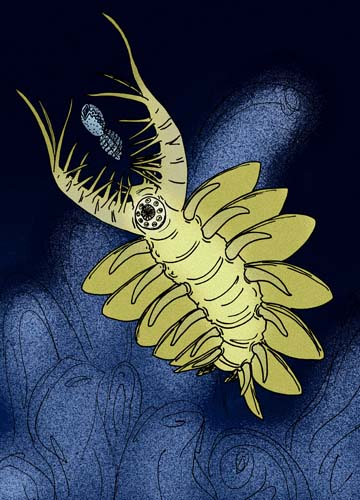
古虫動物を狩る遊泳性の捕食者として復元されたパンブデルリオン

発達した消化腺と鋭い歯をもつことにより、パンブデルリオンは捕食者もしくは腐肉食者であったと考えられる。強大な前部付属肢は捕獲器とされていたが、柔軟で筋肉も貧弱であったことから、主な機能は捕獲ではなく、むしろ先端の長い突起で感覚の役割を果たしたと考えられる。
ラディオドンタ類を彷彿とさせる鰭をもつことにより、パンブデルリオンは一般にそれと同様に活動的な遊泳性動物だと考えられてきた。しかしパンブデルリオンの鰭はラディオドンタとは異なり、全体の構造を強化した脈も発達した筋肉もなかった。そのため、パンブデルリオンはむしろ底生性で、鰭は呼吸用の鰓として用いられるが、遊泳には不向きであったともされる。

## 分類
同様に「gilled lobopodians」（鰓のある葉足動物）と呼ばれるケリグマケラと共に、パンブデルリオンはオパビニア類（オパビニアなど）とラディオドンタ類（アノマロカリスなど）に近縁で、節足動物の初期系統（ステムグループ）に位置する基盤的な節足動物（恐蟹類）だと考えられる。節足動物は葉足動物から進化したことを示唆し、両者の特徴を掛け合わせた重要な中間型生物（ミッシングリンク）の一つである。パンブデルリオンのこの類縁関係は、葉足動物に似た葉足と環形の筋、葉足動物の祖先形質を多く受け継いだ有爪動物に類する筋肉系、オパビニアとラディオドンタ類に似た強大な前部付属肢と複数対の鰭、節足動物の二叉型付属肢の起源を示唆する鰭と葉足の組み合わせ、および早期の節足動物に似た消化腺など多くの証拠と系統解析から広い支持を受けられる。

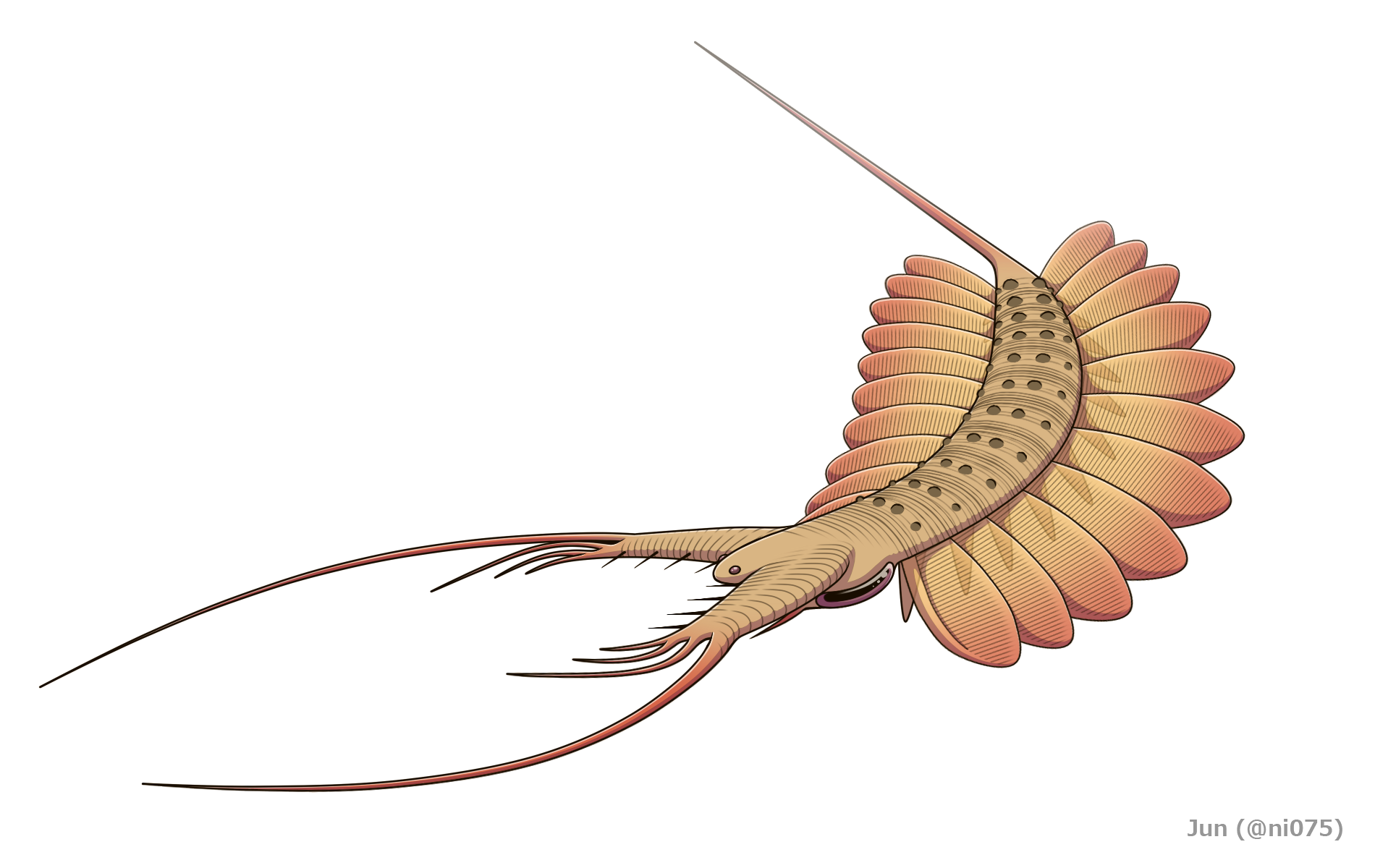
ケリグマケラ
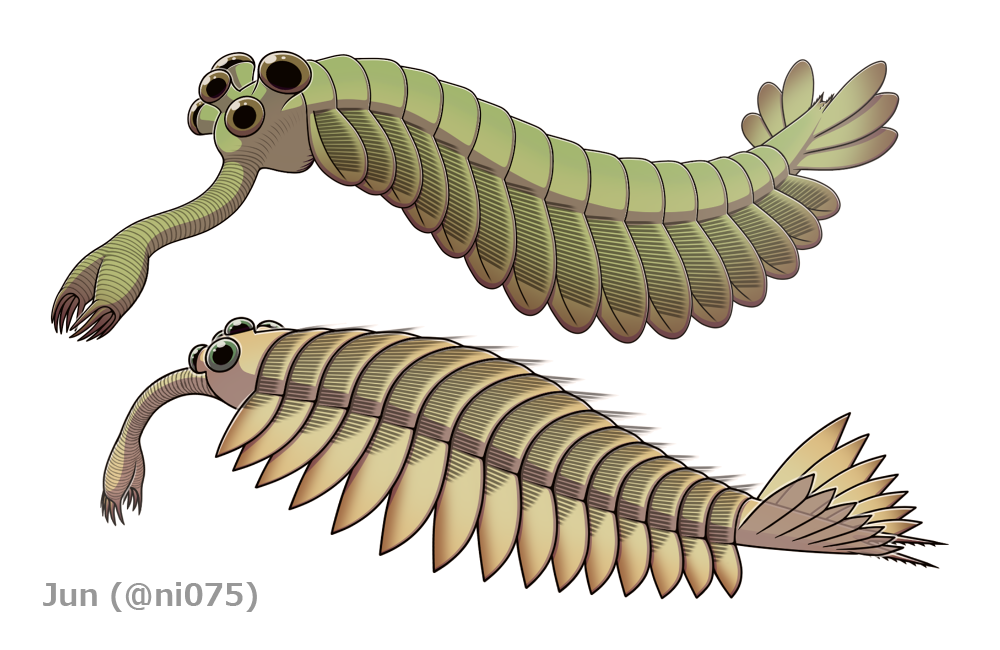
オパビニア類のオパビニア（上）とユタウロラ（下）
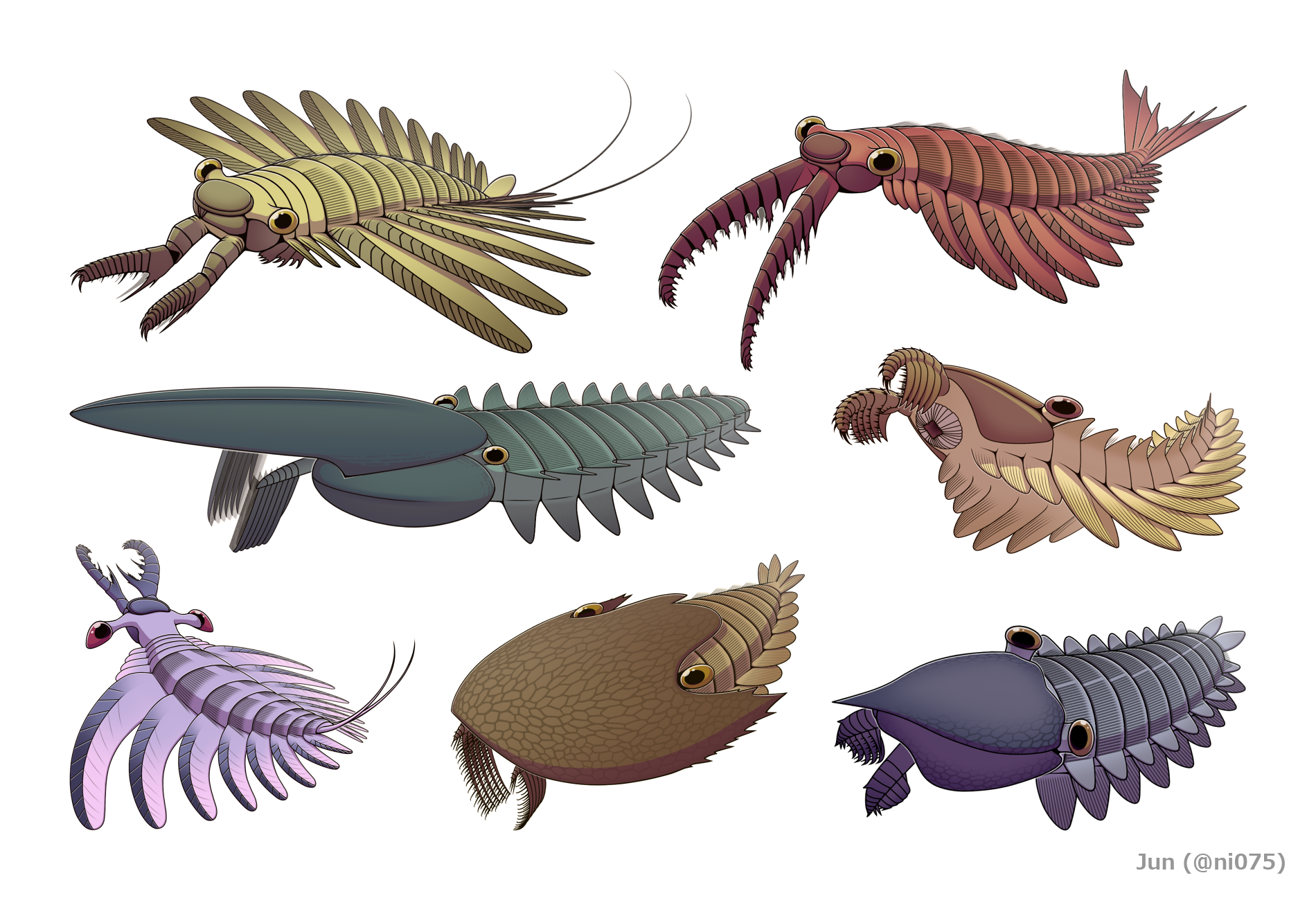
様々なラディオドンタ類

ケリグマケラとこれらの古生物を環神経動物（Cycloneuralia、エラヒキムシ・センチュウなど汎節足動物以外の脱皮動物を含む群）とする少数派の異説もあったが、前述の証拠と系統解析に支持されず、2010年代以降では徐々に衰退するようになった。

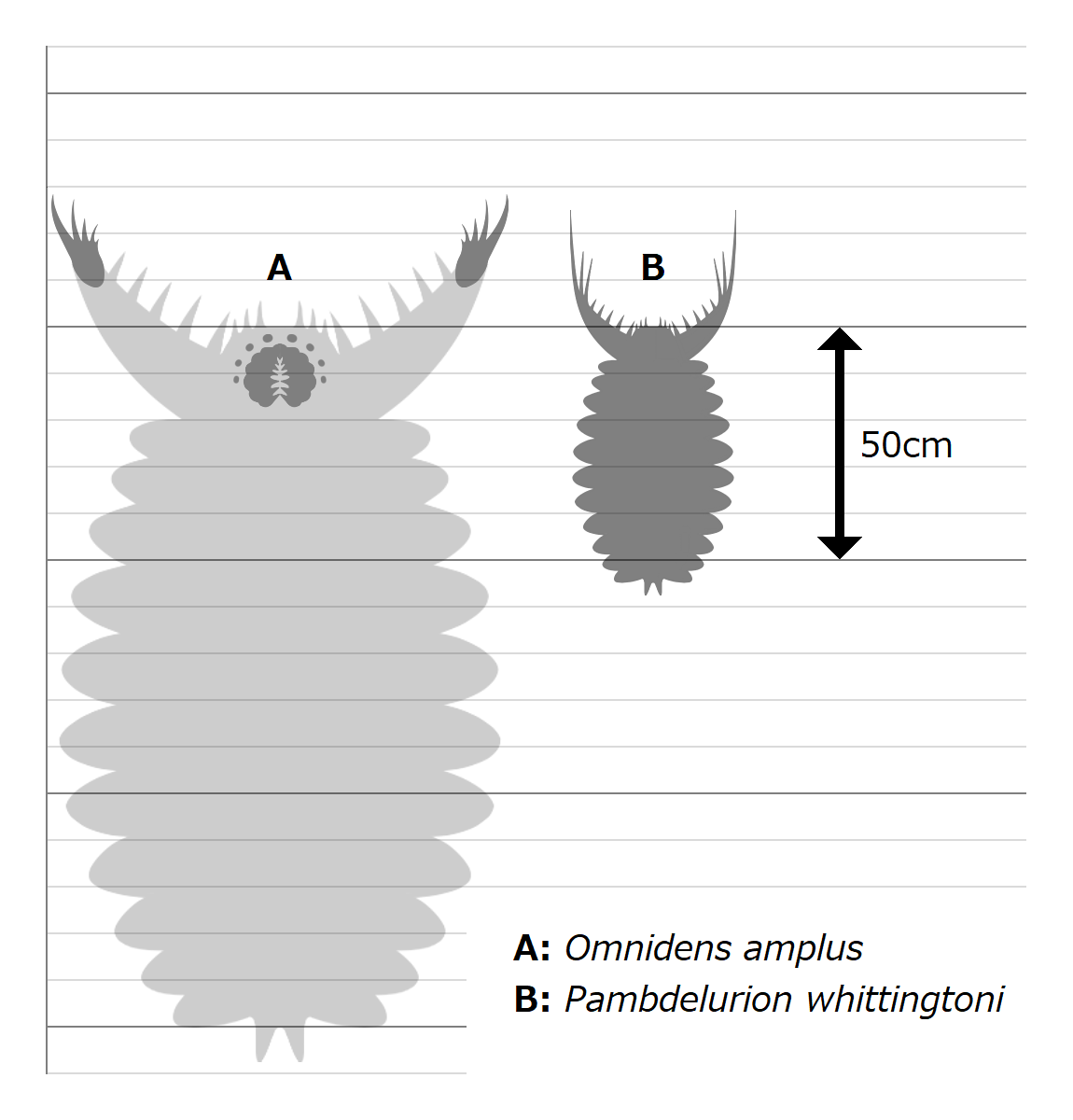
オムニデンスとパンブデルリオンのサイズ推定図（オムニデンスの不明部分は薄灰色で示される）

パンブデルリオン（パンブデルリオン属 Pambdelurion）はグリーンランドのシリウス・パセットで見つかった模式種（タイプ種）である Pambdelurion whittingtoni のみ記載される。ただし、中国雲南省の Maotianshan Shales（澄江動物群）で見つかった巨大な歯（三角形の歯は最大4.7cm）のみによって知られ、最初は Chen et al. 1994 に2m位のラディオドンタ類由来と解釈され、Hou et al. 2006 に1m位の鰓曳動物（エラヒキムシ）として命名されたオムニデンス（Omnidens）については、Vinther et al. 2016 の再検討で構造がパンブデルリオンの歯に共通することが判明した。そこでオムニデンスは鰓曳動物ではなく、むしろパンブデルリオンに似た（もしくは同属の）gilled lobopodian ではないかという説が挙げられる。もしこの見解は正確であれば、パンブデルリオンの比率に基づいて換算するとオムニデンスは全長1.5mの巨大な gilled lobopodian でなり、知られるカンブリア紀最大の動物となる。 同じ地域の Hongjingshao Formation（Xiaoshiba Lagerstätte）からにも、似たような口器の化石が多く発見されている。